# Ярневичі
45°33′ пн. ш. 15°22′ сх. д. / 45.55° пн. ш. 15.36° сх. д.
Ярневичі (хорв. Jarnevići) — населений пункт у Хорватії, в Карловацькій жупанії у складі громади Рибник.

## Населення
Населення за даними перепису 2011 року становило 33 осіб.
Динаміка чисельності населення поселення: